# اوریلیا، انتاریو
اوریلیا، انتاریو (به انگلیسی: Orillia) یک سکونتگاه مسکونی در کانادا است که در انتاریو واقع شده‌است.

## خصوصیات
اوریلیا ۳۰٬۵۸۶ نفر جمعیت دارد و ۲۱۹٫۵۰ متر بالاتر از سطح دریا واقع شده‌است.